# Констанца

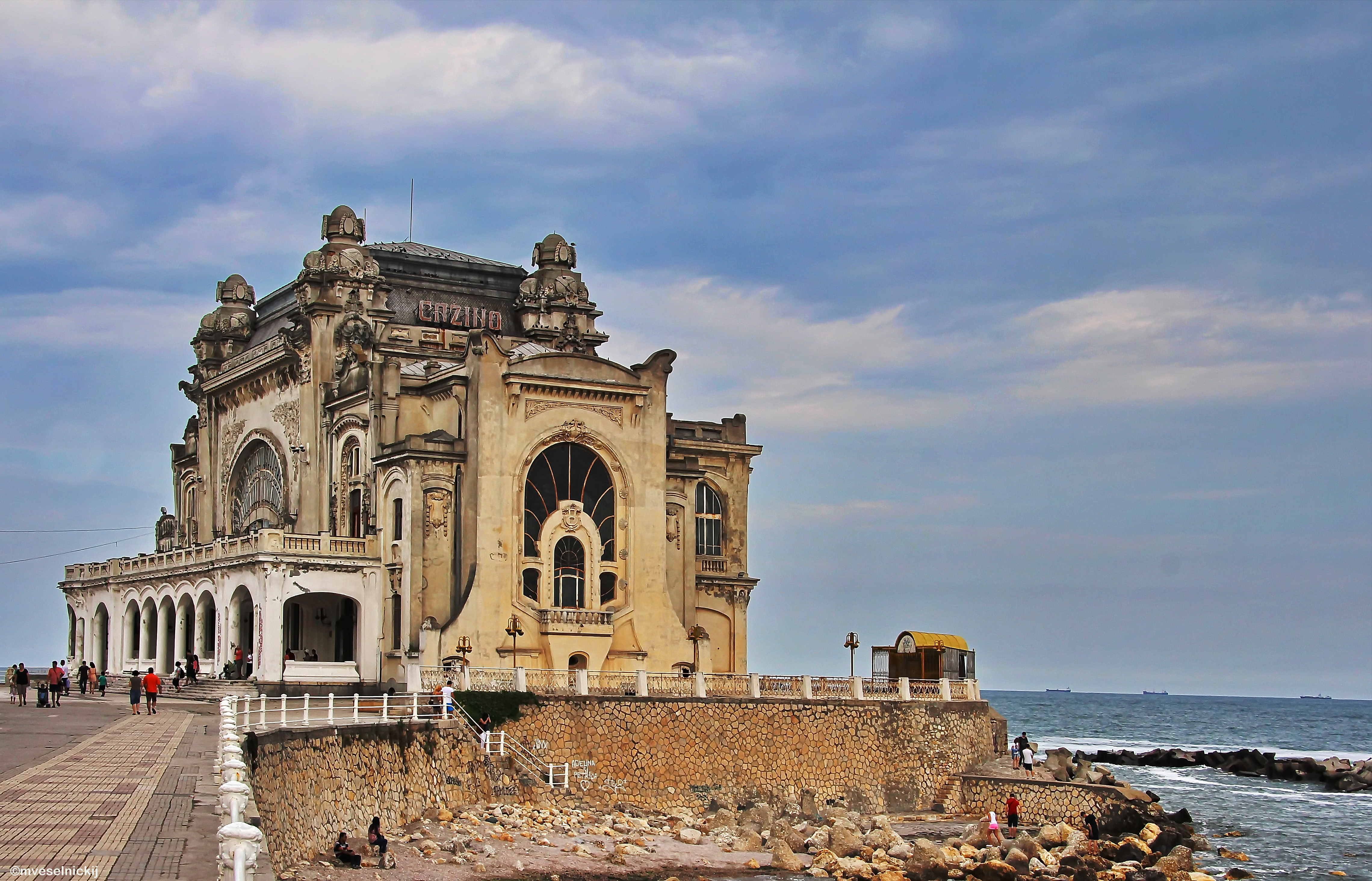
Казино Констанцы

Конста́нца (рум. Constanța, прежние названия: Кустендье, Кюстендже (Кёстендже), Томис, лат. Tomi (Томы)) — крупнейший морской порт Румынии и на Чёрном море, крупнейший город в регионе Добруджа и на Черноморском побережье Румынии, административный центр жудеца Констанца.
В окрестности города имеются минеральные источники. Протяжённые морские пляжи. Основные производства: кожевенная промышленность и производство ёмкостей для нефтепродуктов. Пляжный курорт Мамайя расположен к северу от Констанцы.

## История

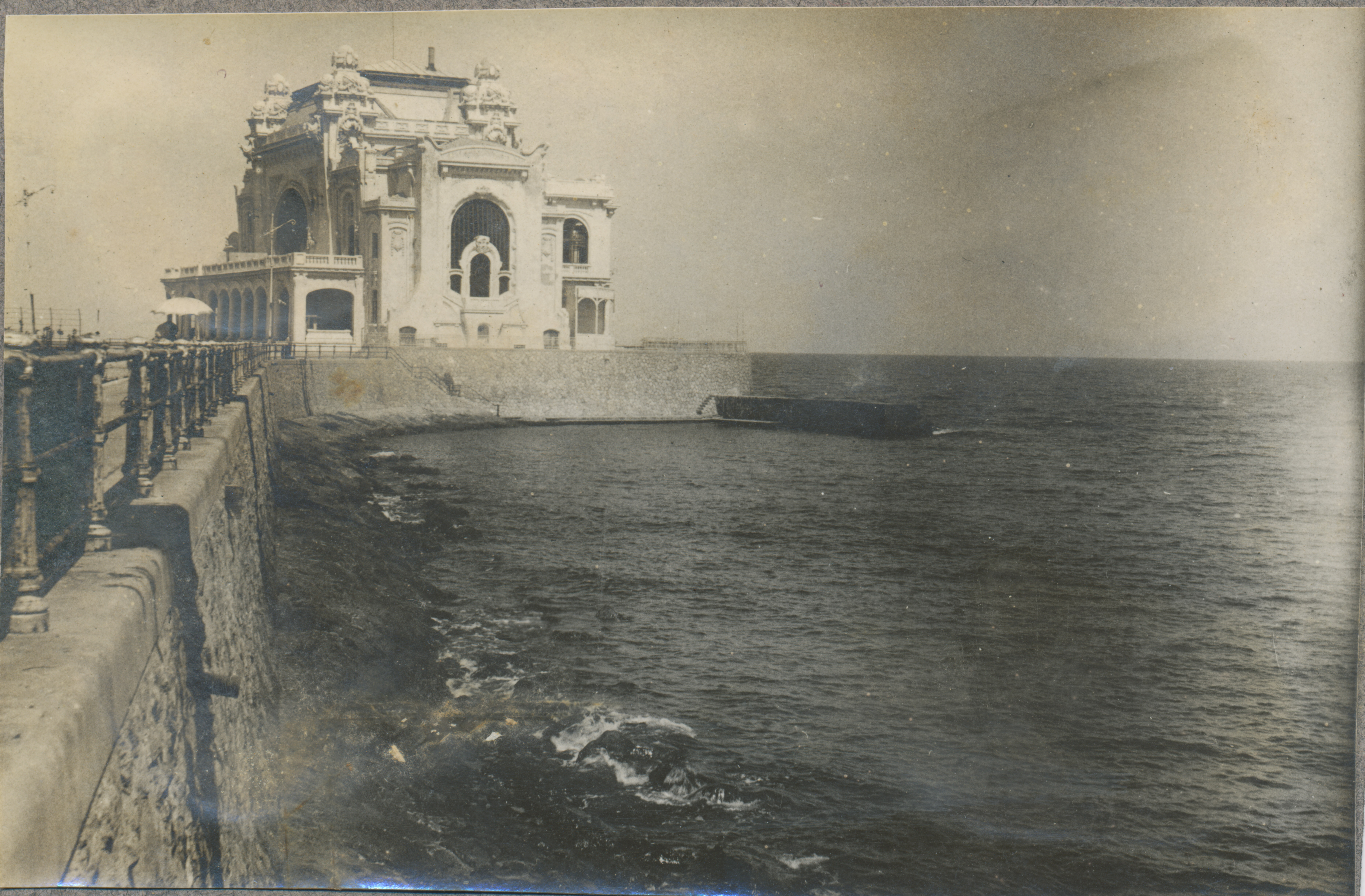
Одна из достопримечательностей города — казино Констанцы после занятия советскими моряками порта в 1944 году.

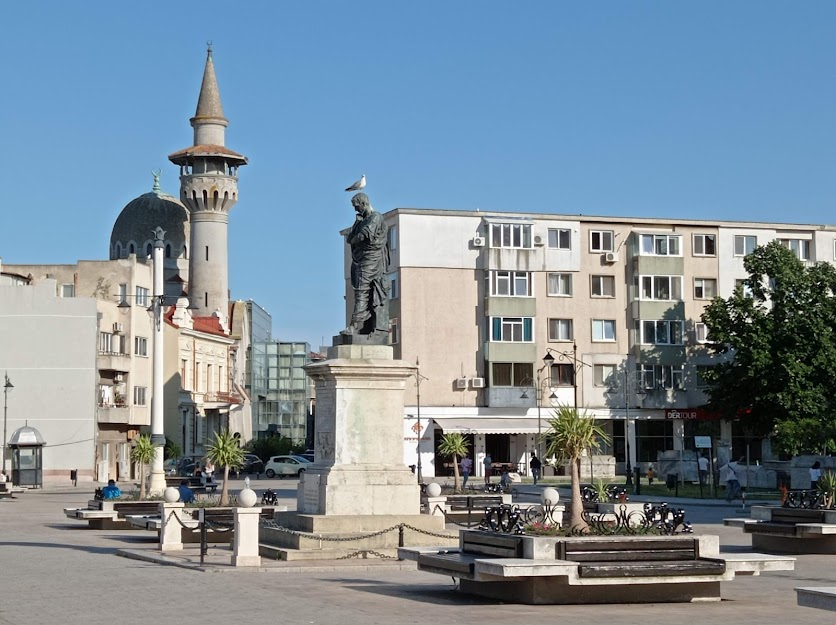
Памятник Овидию

На месте Констанцы стоял город Томы — древнегреческая колония на Чёрном море, основанная около 500 года до н. э. для торговли. Название, вероятно, произошло от др.-греч. τομή — порез, сечение. Согласно некоторым сведениям, основателем был царь Колхиды Ээт.
В 29 году до н. э. регион был захвачен римлянами. В 8 году сюда был сослан Августом поэт Овидий, который здесь умер 8 лет спустя. В Констанце на площади Овидия (Piaţa Ovidiu) сейчас стоит памятник поэту. Позднее город был переименован в Константиану в честь Констанции, единокровной сестры Константина Великого (274—337). Впервые под названием Константия (греч. Κωνστάντια, лат. Constantia) город упоминается в 950 году.
В 681 году эти земли вошли в состав Болгарского царства.
С 1419 года — в составе Османской империи. К середине XIX века основную часть населения города составляли крымские татары, переселившиеся сюда из Крыма, после его вхождения в состав Российской империи (~36 %), греки, относившиеся к Вселенской патриархии (~30 %), и болгары, относившиеся к Болгарской экзархии (~24 %). В 1878 году, по итогам Берлинского конгресса, Констанца и остальная часть северной Добруджи была передана Румынии, после чего начался активный приток румынского населения в город.
22 октября 1916 года город был оккупирован войсками Центральных держав. Согласно Бухарестскому мирному договору 1918 года город оставался под совместным контролем Центральных держав. В том же году Констанца была освобождена союзными войсками.
В годы Второй мировой войны Констанца являлась главной военно-морской базой Румынии, неоднократно подвергалась ударам кораблей и авиации советского Черноморского флота. 30 августа 1944 года занята советскими войсками без сопротивления в ходе Констанцского десанта.

## Климат
Климат Констанцы влажный субтропический (Cfa, согласно классификации климата Кёппена), характеризующийся тёплым летом и мягкой зимой. Большое влияние на него оказывает нахождение на берегу моря.
Средняя температура июля составляет +24 °C, января +2,1 °C.
| Показатель                    | Янв. | Фев. | Март | Апр. | Май  | Июнь | Июль | Авг. | Сен. | Окт. | Нояб. | Дек. | Год  |
| ----------------------------- | ---- | ---- | ---- | ---- | ---- | ---- | ---- | ---- | ---- | ---- | ----- | ---- | ---- |
| Средний суточный максимум, °C | 4,7  | 6,1  | 9,9  | 14,8 | 20,9 | 25,8 | 28,0 | 28,3 | 23,6 | 17,5 | 12,2  | 7,1  | 16,6 |
| Средняя температура, °C       | 2,1  | 3,2  | 6,7  | 11,3 | 17,2 | 21,8 | 24,0 | 24,4 | 19,8 | 14,4 | 9,6   | 4,6  | 13,3 |
| Средний суточный минимум, °C  | −0,5 | 0,4  | 3,6  | 7,9  | 13,4 | 17,9 | 20,0 | 20,4 | 16,1 | 11,3 | 6,9   | 2,1  | 10,0 |
| Норма осадков, мм             | 43   | 29   | 33   | 31   | 47   | 46   | 45   | 37   | 42   | 50   | 35    | 42   | 479  |
| Источник: WeatherOnline       |      |      |      |      |      |      |      |      |      |      |       |      |      |

| Показатель              | Янв. | Фев. | Март | Апр. | Май  | Июнь | Июль | Авг. | Сен. | Окт. | Нояб. | Дек. | Год  |
| ----------------------- | ---- | ---- | ---- | ---- | ---- | ---- | ---- | ---- | ---- | ---- | ----- | ---- | ---- |
| Абсолютный максимум, °C | 10,0 | 8,0  | 10,0 | 16,0 | 21,0 | 27,0 | 28,0 | 28,0 | 27,0 | 22,0 | 19,0  | 14,0 | 19,2 |
| Средняя температура, °C | 7,3  | 6,2  | 6,8  | 10,0 | 15,4 | 21,2 | 24,8 | 25,6 | 22,9 | 18,4 | 14,2  | 10,0 | 15,2 |
| Абсолютный минимум, °C  | 3,0  | 4,0  | 4,0  | 5,0  | 11,0 | 16,0 | 22,0 | 23,0 | 19,0 | 15,0 | 9,0   | 6,0  | 11,4 |

## Климат в порту Констанцы (Аджиджа)
Климатические условия в районе Аджиджа отличаются более высокими средними температурами в течение всего года, в частности из-за влияния озера Текиргёл, которое сохраняет теплый температурный режим круглый год.
| Показатель                               | Янв. | Фев. | Март | Апр. | Май  | Июнь | Июль | Авг. | Сен. | Окт. | Нояб. | Дек. | Год  |
| ---------------------------------------- | ---- | ---- | ---- | ---- | ---- | ---- | ---- | ---- | ---- | ---- | ----- | ---- | ---- |
| Средняя температура, °C                  | 3,9  | 4,3  | 7,6  | 11,7 | 17,3 | 22,9 | 24,9 | 25,3 | 20,9 | 15,8 | 11,3  | 5,9  | 14,3 |
| Источник: Romania Meteorological Service |      |      |      |      |      |      |      |      |      |      |       |      |      |

## Население
Согласно переписи 2011 года, число жителей муниципалитета Констанца составляло 283 872 человек. Тем не менее, индустриальные районы вокруг Констанцы включают город Нэводари, с населением 32 400.
83,1 % городского населения — румыны, турок около 2,3 %, крымских татар — 2,6 %, цыгане — 0,8 %. Другие этнические группы: греки, армяне и прочие — 0,8 %, не указали национальность — 10,4 %.
Религиозный состав: православные — 83 %, мусульмане — 5,1 %, другие — 1,5 %, атеисты — 10,4 %

### Статистика
- 1900: 13 000
- 1910: 27 000
- 1930: 59 000
- 1950: 80 000
- 1970: 172 000
- 1985: 319 000
- 2002: 310 471
- 2011: 283 872

## Достопримечательности
- Казино Констанцы — казино на берегу моря в стиле арт-нуво.
- Великая мечеть Констанцы — мечеть начала XX века, сочетающая несколько архитектурных стилей.
- Мечеть Хюнкар — историческая мечеть города.
- Собор Петра и Павла — православный собор, кафедра Томисского архиепископа.
- Греческая церковь
- Генуэзский маяк
- Мамая — курорт в северной части города
- Историко-археологический музей (Констанца) — музей истории и археологии Добруджи.

## Транспорт

### Морской транспорт

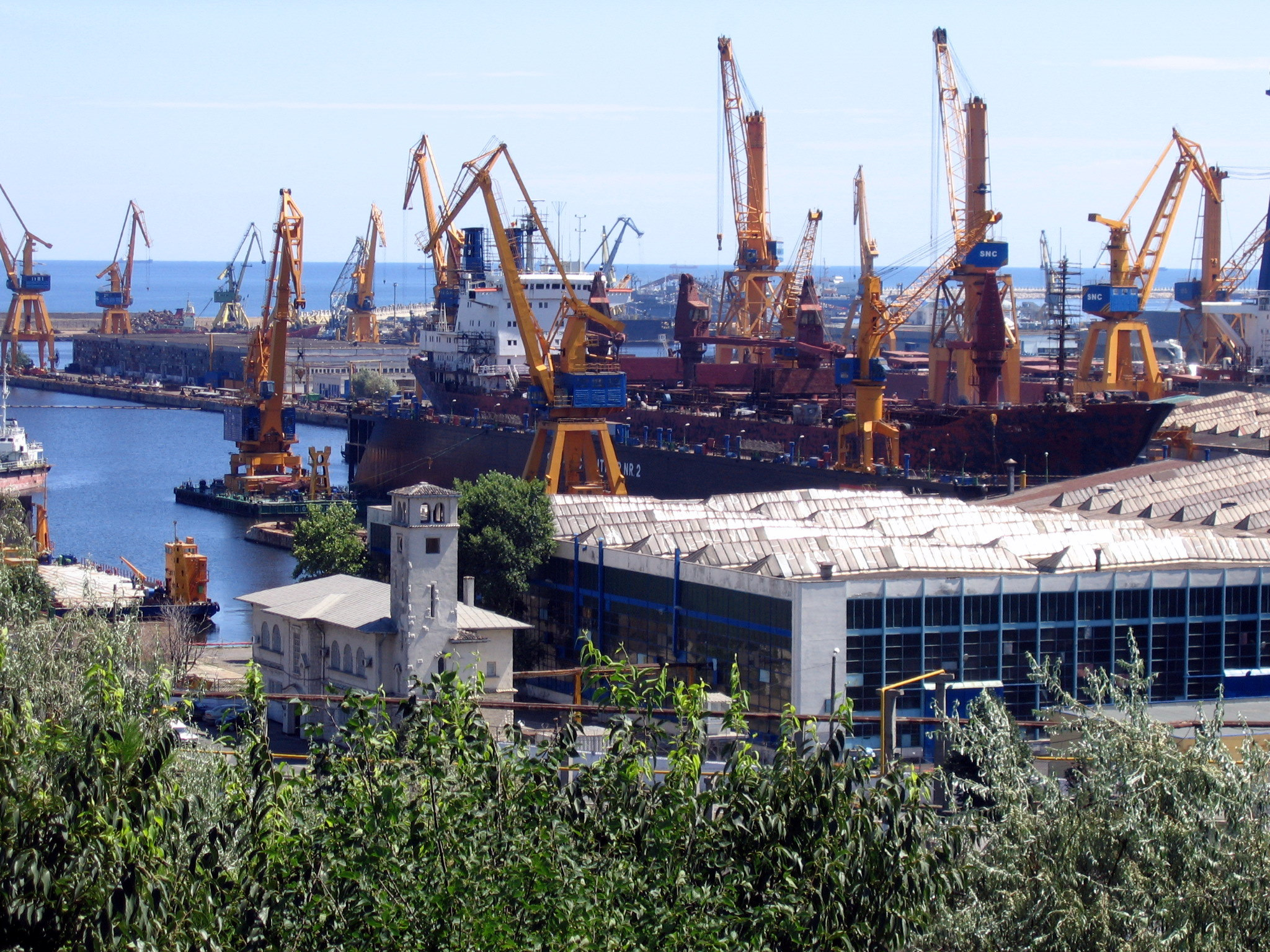
Морской порт

Порт Констанца, расположенный на юго-востоке города, — крупнейший после Новороссийска черноморский порт, один из самых больших портов Европы (4-е место). Способен принимать все суда, проходящие через Суэцкий канал. В 2012 году суммарный грузооборот порта Констанца составил 50 584 622 тонны. Площадь — 3600 га. Действует 133 причала, общей протяжённостью — 28,5 км. К югу от Констанцы находится южное русло румынского канала Дунай — Чёрное море.
Практически все типы грузов могут перерабатываться в этом порту. Здесь имеются специализированные терминалы для руды и угля, нефти и нефтепродуктов, химических продуктов и удобрений, цемента и стройматериалов, зерновых, замороженных продуктов, масла и мелассы. Помимо вышеперечисленного порт Констанца также имеет современные паромные и контейнерные терминалы.
Экспорт: нефтепродукты, зерно, древесина, цемент.
Импорт: Машины, оборудование, апатиты.

## Газеты и журналы
- Cuget Liber
- Adolescentul
- Litoral
- Telegraf
- Observator de Constanţa
- Independent
- Atac de Constanţa
- Jurnalul de Constanţa

## Телестанции
- TV Neptun
- MTC
- Antena 1 Constanţa
- PRO TV Constanţa

## Внешние связи

### Города-побратимы
Констанца является городом-побратимом следующих городов:
| - Шанхай, КНР - Иокогама, Япония - Роттердам, Нидерланды - Сантус, Бразилия - Мобил, США - Макасар, Индонезия - Гавана, Куба - Одесса, Украина - Брест, Франция - Булонь-сюр-Мер, Франция - Новороссийск, Россия - Добрич, Болгария | - Актау, Казахстан - Стамбул, Турция - Измир, Турция - Турку, Финляндия - Салоники, Греция - Ираклион, Греция - Сульмона, Италия - Перуджа, Италия - Трапани, Италия - Александрия, Египет - Сидон, Ливан - Латакия, Сирия |

### Иностранные консульства
В Констанце расположены консульства следующих государств:
- Генеральные консульства
  1.  Китай
  2.  Россия
  3.  Турция
- Почётные консульства
  1.  Финляндия
  2.  Франция
  3.  Италия
  4.  Ливан
  5.  Великобритания
  6.  Норвегия
  7.  Сирия
  8.  Венгрия